# LDV Pilot
LDV Pilot — легкий комерційний фургон британського виробника LDV Limited з Бірмінгема, що випускався у 1997–2006 роках. Модель була розроблена як заміна для попередніх серій DAF 200 та LDV 200, а також частково доповнювала більший LDV Convoy.

## Історія

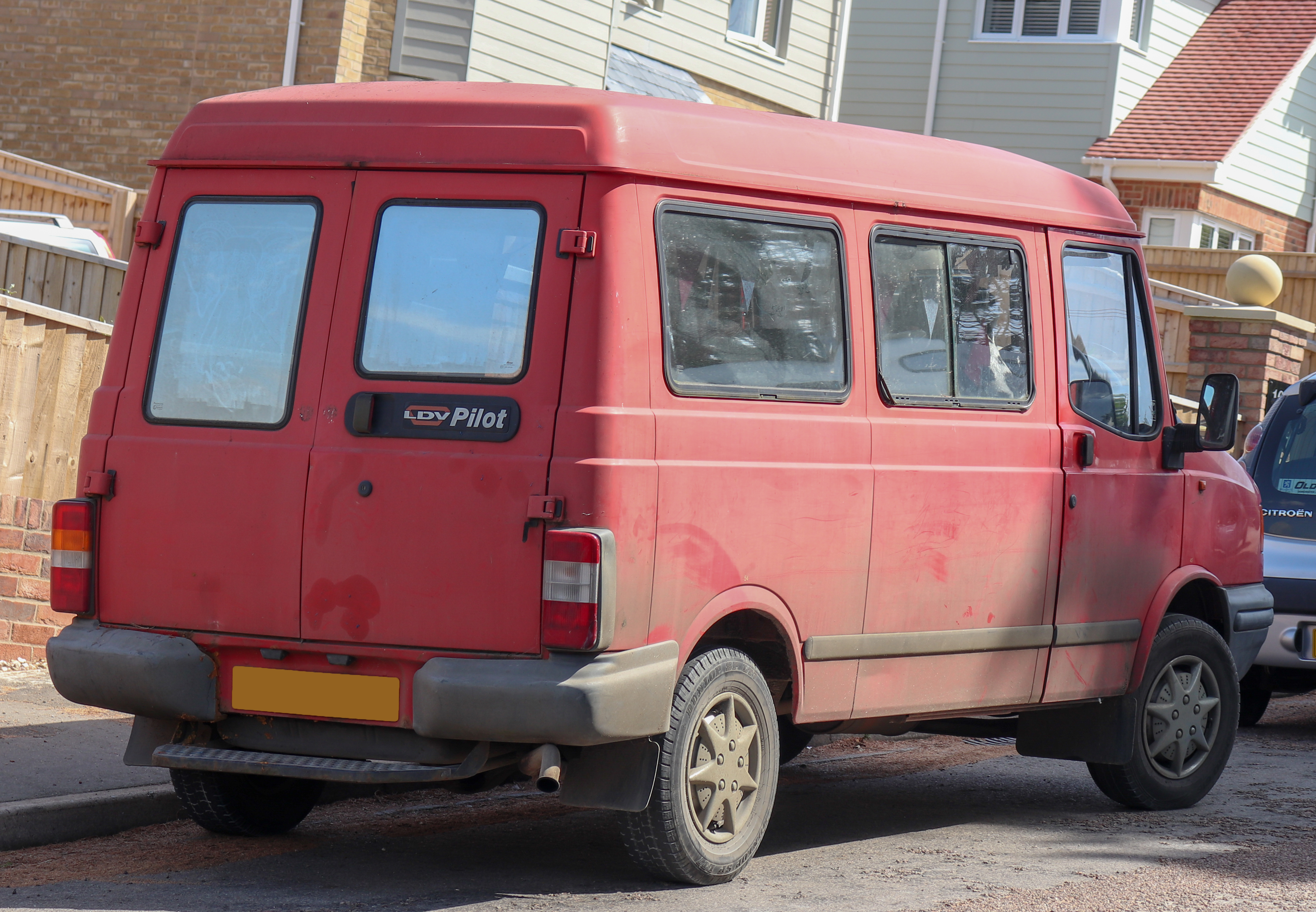
LDV 200 Pilot Diesel 1.9

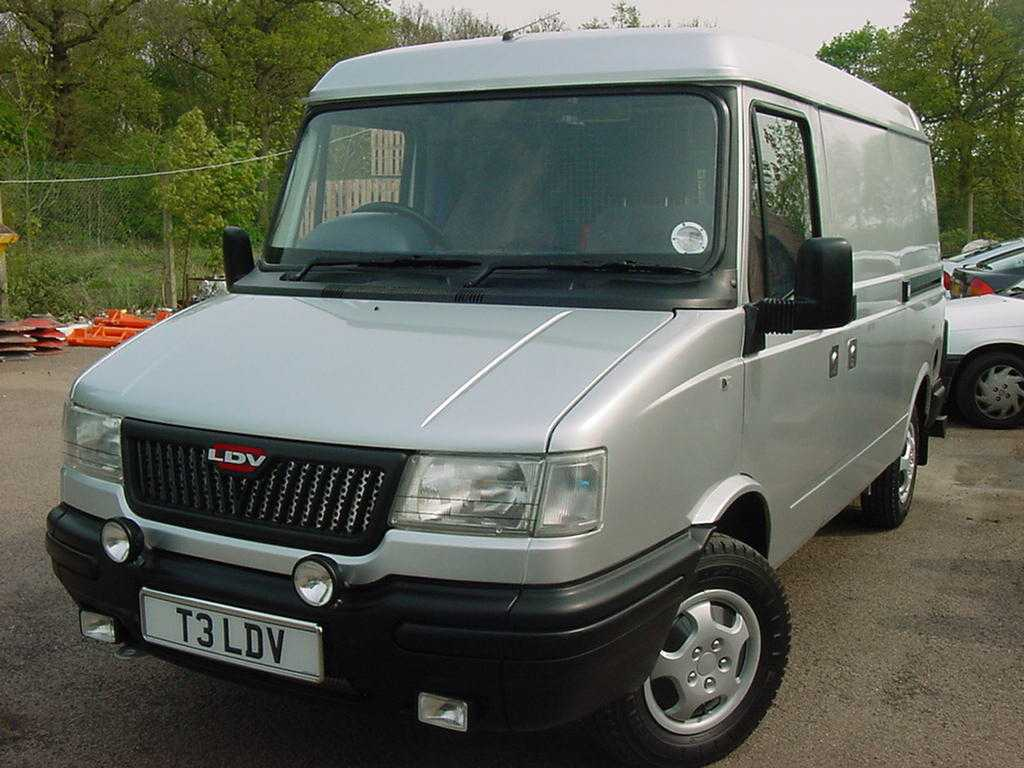
LDV Pilot після фейсліфту

LDV виникла в 1993 році після банкрутства Leyland DAF. LDV продовжив модернізовувати DAF 200/400 і розробив LDV Pilot як заміну для 200 і LDV Convoy як заміну для 400 під назвою проекту Bulldog.
Кузов Pilot, що випускається з 1997 року, мав менш кутасту передню частину, нові сидіння та новий дизайн панелі приладів. Крім того, Pilot мав дизельний двигун PSA XUD 1905 см³ з турбонаддувом. Велика кількість фургонів була закуплена британською армією, поліцією та Королівською поштою.
Фургон став популярним як мікроавтобус і був доступний у вигляді пікапів і автофургонів, а також використовувався армією для транспортування військ.
Ранні моделі мають базовий інтер’єр, що складається з двох або трьох сидінь, пластикової панелі приладів кольору Mountain Blue і касетного радіо FM/AM під маркою LDV. Передачі перемикаються за допомогою нині непопулярного важеля перемикання передач на підлозі. Фургон також використовувався різними силами поліції та Королівською поштою.
Після паралельного виробництва з 2004 року LDV Maxus повністю замінив Pilot і Convoy з 2006 року.

## Двигуни
- 1.9 L PSA XUD9 A I4 71 к.с. (turbodiesel, 1996-2006)
- 1.9 L PSA DW8 I4 68 к.с. (turbodiesel, 2001-2006)